# Distrito de Sirmaur
Sirmaur es el distrito que está más al sudeste de Himachal Pradesh (India). Es grandemente montañoso y rural, con el 90% de su población viviendo en aldeas. El área es popular entre turistas, particularmente aquellos que participan en peregrinajes. Incluye los pueblos de Nahan (su capital), Leu-nana, Sarahan y Paonta Sahib, así como también el Parque de Fósiles Shivalik en Suketi, donde fósiles de más de 85 millones de años han sido encontrados. El distrito tiene una frontera común con Uttarakhand y Haryana. Hay seis Tehsils en este distrito llamados Nahan, Paonta Sahib, Shilai, Rajgharh, Pachhad y Renúkā. 
Sirmur (también escrita Sirmor, Sirmaur, Sirmour o Sirmoor) era un reino independiente en la India, fundado en 1616. Se convirtió en parte del Gran Nepal, antes de convertirse en un estado principesco en la India Británica, situado en la región que es ahora el distrito de Sirmaur de Himachal Pradesh. El estado fue también conocido como Nahan, por su ciudad principal, Nahan. Sirmur fue liderada por los jefes del linaje Rajput, quienes usaban el título de "Rajá".

## Historia
Nahan, el estado predecesor de Sirmur, fue fundado por Soba Rawal, quien adoptó el nombre de Rajá Subans Prakash. La nueva capital fue fundada en 1621 por Rajá Karam Prakash, y el estado fue renombrado como Sirmur.
Sirmur estaba circundado por los estados de Balsan y Jubbal al norte, el distrito británico de Dehradun al este, el distrito de Ambala al sudoeste y los estados de Patiala y Keonthal al noroeste.
La población de Sirmur era de 6.256 habitantes según el censo de 1901.